# Wybory parlamentarne w Holandii w 1972 roku
Wybory parlamentarne w Holandii w 1972 roku zostały przeprowadzone 29 listopada 1972 r. W ich wyniku Holendrzy wybrali 150 posłów do Tweede Kamer, niższej izby Stanów Generalnych. Frekwencja wyborcza wyniosła 83,51%. Wybory zakończyły się ponownym zwycięstwem Partii Pracy, a na stanowisku premiera pozostał Barend Biesheuvel. Jego gabinet upadł jednak w 1973 r., a nowym premierem został Joop den Uyl.

## Wyniki wyborów
| Partia                                       | Głosy     | %     | Mandaty | Zmiana |
| -------------------------------------------- | --------- | ----- | ------- | ------ |
| Partia Pracy                                 | 2 021 454 | 27,34 | 43      | +4     |
| Katolicka Partia Ludowa                      | 1 305 401 | 17,65 | 27      | -8     |
| Partia Ludowa na rzecz Wolności i Demokracji | 1 068 375 | 14,45 | 22      | +6     |
| Partia Antyrewolucyjna                       | 653 609   | 8,84  | 14      | +1     |
| Partia Radykalna                             | 354 829   | 4,80  | 7       | +5     |
| Chrześcijańska Unia Historyczna              | 354 463   | 4,79  | 7       | -3     |
| Komunistyczna Partia Holandii                | 330 398   | 4,47  | 7       | +1     |
| Demokraci 66                                 | 307 048   | 4,15  | 6       | -5     |
| Socjaldemokraci'70                           | 304 714   | 4,12  | 6       | +6     |
| Polityczna Partia Protestantów               | 163 114   | 2,21  | 3       | -      |
| Boeren Partij                                | 143 239   | 1,94  | 3       | +2     |
| Gereformeerd Politiek Verbond                | 131 236   | 1,77  | 2       | -      |
| Pacyfistyczna Partia Socjalistyczna          | 111.262   | 1,50  | 2       | -      |
| Rooms Katholieke Partij Nederland            | 67 658    | 0,92  | 1       | +1     |
| Pozostałe                                    | 77 245    | 1,05  | 0       | -      |
| Głosy nieważne i puste                       | 51 242    | 0,69  | 0       | -      |
| Razem                                        | 7 445 287 | 100   | 150     | 0      |